# Volksbank Wilhelmshaven
Die Volksbank Wilhelmshaven eG ist eine Genossenschaftsbank mit Sitz in der niedersächsischen kreisfreien Stadt Wilhelmshaven.

## Geschichte
Die heutige Volksbank Wilhelmshaven eG wurde am 8. Juni 1911 gegründet und hat sich bis heute ihre Eigenständigkeit bewahrt.
Durch den Eintrag als „Hausbesitzerbank“ in das Genossenschaftsregister beim königlichen Amtsgericht der Stadt fing die heutige Volksbank Wilhelmshaven eG an in der Bismarckstraße 80 zu wirken. 1919 erfolgte die Umbenennung der Hausbesitzerbank in die Volksbank Wilhelmshaven eGmbH, 1924 wurde die Reichsmark eingeführt und trotz der folgenden Inflation und der schwerwiegenden Folgen der Weltwirtschaftskrise Ende der 1920er Jahre, meisterte das System der Genossenschaftsbanken die turbulenten Zeiten.
1945 wurde das Hauptgebäude der Volksbank Wilhelmshaven eGmbH durch zwei Bombenangriffe fast vollständig zerstört. Fünf Jahre später (1950) wurde der Neubau der Hauptstelle am Theaterplatz eröffnet und nur kurze Zeit später (1953) eine weitere Zweigstelle in der Gökerstraße/Mühlenweg. Von 1960 bis 1970 wurden weitere Filialen in allen Stadtteilen von Wilhelmshaven eröffnet. Neben den neuen Filialen folgten weitere Veränderungen. 1964 erschien der erste Volksbank Sparbrief und 1973 wurde das Lochkartensystem  durch eine Datenverarbeitungsanlage ersetzt. Auf dem Weg in die Moderne wurden in den 90er Jahren die ersten Geldautomaten der Volksbank Wilhelmshaven eG eröffnet und bereits seit 1995 existiert das Online-Banking der Genossenschaftsbank.
2011 feierte die Volksbank Wilhelmshaven eG ihr 100-jähriges Jubiläum. Ein detaillierter Abriss der Geschichte ist auf der Homepage der Bank hinterlegt.

## Rechtsverhältnisse
Die Volksbank Wilhelmshaven eG (lt. GnR „Volksbank Wilhelmshaven eG e.G.“) ist im Genossenschaftsregister beim Amtsgericht Oldenburg (Oldenburg) unter GnR 130002 eingetragen.

## Organisationsstruktur
Rechtsgrundlagen der Bank sind die durch die Generalversammlung beschlossene Satzung der Volksbank Wilhelmshaven eG und das Genossenschaftsgesetz. Die Organe der Genossenschaftsbank sind der Vorstand, der Aufsichtsrat und die Vertreterversammlung.

## Sicherungseinrichtung
Die Volksbank Wilhelmshaven eG ist der amtlich anerkannten Sicherungseinrichtung des Bundesverbandes der Deutschen Volksbanken und Raiffeisenbanken GmbH und der zusätzlichen freiwilligen Sicherungseinrichtung des Bundesverbandes der Deutschen Volksbanken und Raiffeisenbanken e.V. angeschlossen. Die Volksbank Wilhelmshaven eG gehört dem Verbund der Genossenschaftlichen FinanzGruppe Volksbanken Raiffeisenbanken an. Im Falle einer Insolvenz ist die Volksbank Wilhelmshaven eG durch die genannte Sicherheitseinrichtung des BVR geschützt. Das bedeutet, dass der BVR die Aufgabe hat, das Vertrauen der Kunden sowie die Geld- und Kapitalmärkte in der genossenschaftliche FinanzGruppe langfristig zu sichern. Gemäß § 1 des Statuts des BVR müssen drohende oder bestehende wirtschaftliche Schwierigkeiten bei den angeschlossenen Instituten abgewendet oder behoben werden (so genannter Institutsschutz). Dadurch entsteht ein umfassender Schutz der Kundeneinlagen. Mit dem Inkrafttreten des neuen Einlagensicherungsgesetzes zum 3. Juli 2015 besteht zusätzlich zur  Sicherungseinrichtung des BVR die als gesetzliches Einlagensicherungssystem anerkannte BVR Institutssicherung GmbH.

## Geschäftsausrichtung
Die Volksbank Wilhelmshaven eG betreibt das Universalbankgeschäft. Im Verbundgeschäft arbeitet sie mit der DZ Bank, R+V Versicherung, Bausparkasse Schwäbisch Hall, Teambank, VR Leasing, DZ Hyp, easyCredit, MünchenerHyp  und der Union Investment zusammen.

## Geschäftsgebiet
Das Geschäftsgebiet liegt vollständig innerhalb von Wilhelmshaven an der Nordwestküste des Jadebusens.
Neben der Geschäftsstelle am Sitz der Bank werden drei weitere Geschäftsstellen betrieben.